# Риноскопија
Риноскопија је неинвазивна дијагностичка медота у оториноларингологији којом се утврђује стање унутрашњих структура носа.   

## Опште информације
Риноскопски прегледи се обично раде на два начина — помоћу носних клешта (предња риноскопија) и Киланоовог спекулума за нос (задња риноскопија).  

### Предња риноскопија
Предња риноскопија се изводи уз помоћ носних клешта (којима се врши ширење ноздрва) и чеоног огледала које усмерава светлосни зрак у носни канал, како би лекар голим оком могао да обави преглед  предњег дела носне шупљине. Ради се о фронталној риноскопији.
Током прегледа носни спекулум (клешта) се држи у левој а десна рука се ставља на теме испитаника. Спекулум се ставља у вестибулум у затвореном стању тако да је његов врх усмерен бочно, потом се лагано отвара, пазећи да се не додирнете септум, јер то може да узрокује бол код пацијента.
Током преглед обраћа се пажња на изглед коже вестибулума и откривају евентуалне промене у том подручју. Потом испитивач гледа проходност оба носна ходника и изглед и приуство секрета. Затим десном руком која је на темену пацијента, помера његову главу нагоре или надоле, у леву или десну страну, прати изглед септума и уочава његове евентуалне деформитете. Онда се гледа бочни зид носног ходника и носне шкољке. 
Предња риносопија је одлична за визуализацију предњих делова носа, док задње партије није могуће видети, што захтева друге дијагностичке прегледе.

### Задња риноскопија
Задња риноскопија се изводи уз помоћ Килановог спекулума за нос. Лекар држећи спекулум у једној руци, другом руком фиксира главу пацијента како је он не би померао током прегледа и након пажљивог увлачења спекулума у вестибулум носа, голим оком обавља преглед задњег дела носне шупљине.
Задња риноскопија омогућава преглед епифаринкса и хоана, стицање увида у величину аденоида, преглед ушћа Еустахијеве тубе, и утврђивање промена епифаринкса. 
Њено место данас све више заузима фиберендоскопија носа и епифаринкса.

## Ендоскопија носа
Како се предњом риноскопијом често не могу видети задње партије носне шупљине као и ушћа синуса, неке промене или обољења могу бити непрепознате. Овај проблем великим делом решила је ендоскопија носа, која се у пракси примењују у два типа ендоскопа: ригидни и флексибилни.
Ригидни ендоскопија
Ригидна ендоскопија заснива се на примени компектне ендоскопске цеви, од којих се најчешче користи ендоскопи од 0°. Стандардна дебљина ових енодскопа за одрасле је 4 мм, а за децу се користе тањи ендоскопи од 2,7 мм.
Флексибилна ендоскопија
Флексибилна риноскопија је брза, амбулантна процедура која се користи за преглед целе носне шупљине. Просечно траје мање од 2 минута и већина пацијената је добро подноси.
Она омогућава много бољу дијагностику али и терапијску интервенцију, с обзиром да је врх фиберендоскопа савитљив, што омогућава бољи увид у све делове носног кавума, под различитим углом (0°, 30°, 45° и 70°).
Преглед започиње локалном анестезијом, уметањем комадића вате натопљене 2% лидокаин адреналином у носне ходнике. Након пар минута вата се уклања и ендоскоп се лагано уводи у носни кавум. Преглед почиње тако што се прво врши процена проходности носног ходника, односно да ли је могуће увести ендоскоп у дубље партије носа. Увођење ендоскопа мора бити без отпора, јер се у противном јавља бол и крварење као последица оштећења слузнокоже носа.
Након што се обави прегледа септума прегледa се спољна страна носа и траже ушћа параназалних синуса (у првом реду ушће максиларног синуса које је изнад доње носне шкољке, 1 цм иза предњег пола средње носне шкољке).
Ако се прегледом утврди сливање гнојног секрета из максиларног ушћа, то је сигуран знак бактеријског синуситиса и нису потребна додатна радиолошка снимања, већ се одмах може започети са терапијом.
Потом се ендоскоп уводи између септума и средње носне шкољке, и на предњем зиду сфеноидног синуса покушава се пронаћи отвор синуса који се налази на око 16 мм изнад крова епифаринкса.
Следи преглед епифаринкса, у коме се на задњем зиду код деце уочавају аденоидне вегетације, и процењује њихова величина, односно однос према хоанама (АХ однос). Тај однос се може означити у процентима (60% - значи да су хоане толико затворене аденоидима), трећинама (1/3, 2/3 или 3/3) или четвртинама зависно од њиховог односа према отвору Еустахијеве тубе.
На крају следи преглед ушћа Еустахијевих туба, процена њихов изглед и присуство секрета.

## Терапијски поступци у риноскоппији
Ендоскопи, посебно они флексибилни, поред дијагностике омогућава и неке терапијске поступке:
- Одстрањење страног тела из носа.[5]
- Одстрањење ринолита (носних камена или конкремената).[6]
- Биопсија слуокоже носа.
- Електрокаутеризацију крвних судова.